# Knobel, Arkansas
Knobel là một thành phố thuộc quận Clay, tiểu bang Arkansas, Hoa Kỳ. Năm 2010, dân số của thành phố này là 287 người.

## Dân số
- Dân số năm 2000: 358 người.
- Dân số năm 2010: 287 người.